# Шевченко, Иван Григорьевич
Иван Григорьевич Шевченко (1917—1984) — командир орудия 703-го истребительно-противотанкового артиллерийского полка 16-й гвардейской истребительно-противотанковой артиллерийской бригады 5-й армии 3-го Белорусского фронта, старший сержант. Герой Советского Союза (1945).

## Биография
Родился 11 февраля 1917 года в селе Криничное (ныне — Свердловского района Луганской области Украины). Работал на шахте, машиностроительном заводе в городе Дебальцево Донецкой области, слесарем МТС.
В Красной Армии с 1939 года. Участник Великой Отечественной войны с 22 июня 1941 года. Воевал на Северо-Западном, Западном, 3-м Белорусском фронтах.
24 марта 1945 года за образцовое выполнение боевых заданий командования и проявленные при этом мужество и героизм старшему сержанту Шевченко Ивану Григорьевичу присвоено звание Героя Советского Союза с вручением ордена Ленина № 42 558 и медали «Золотая Звезда».
После войны служил в Гродно Белорусский военный округ. В ноябре 1945 года И. Г. Шевченко демобилизован. Умер 13 мая 1984 года.